# Kyrktjärnet (Boda socken, Värmland)
Kyrktjärnet är en sjö i Kils kommun i Värmland och ingår i Göta älvs huvudavrinningsområde.